# Charlotte Lingg
Charlotte Lingg (25 maggio 1999) è una sciatrice alpina svizzera naturalizzata liechtensteinese dalla stagione 2020-2021.

## Biografia
Specialista delle prove tecniche originaria di Zermatt, la Lingg ha esordito in Coppa Europa l'11 gennaio 2018 a Innerkrems in combinata (32ª), in Coppa del Mondo il 26 novembre 2020 a Lech/Zürs in slalom parallelo (35ª) e ai Campionati mondiali a Cortina d'Ampezzo 2021, dove si è classificata 27ª nello slalom gigante, non ha completato lo slalom speciale e non si è qualificata per la finale dello slalom parallelo. Il 29 novembre 2021 ha conquistato a Mayrhofen in slalom gigante la prima vittoria, nonché primo podio, in Coppa Europa; ai Mondiali di Saalbach-Hinterglemm 2025 non ha completato lo slalom gigante. Non ha preso parte a rassegne olimpiche.

## Palmarès

### Coppa del Mondo
- Miglior piazzamento in classifica generale: 123ª nel 2024

### Coppa Europa
- Miglior piazzamento in classifica generale: 16ª nel 2025
- 5 podi:
  - 2 vittorie
  - 2 secondi posti
  - 1 terzo posto

#### Coppa Europa - vittorie
| Data             | Località  | Paese    | Specialità |
| ---------------- | --------- | -------- | ---------- |
| 29 novembre 2021 | Mayrhofen | Austria  | GS         |
| 10 febbraio 2025 | Oberjoch  | Germania | GS         |

Legenda:

GS = slalom gigante

### Campionati liechtensteinesi
- 3 medaglie:
  - 3 ori (slalom gigante, slalom speciale nel 2021; slalom speciale nel 2023)